# Хургада
Хургада (на арабски: الغردقة – Ел-Гарда́ка) е курортен град в Египет, административен център на мухафаза (област) Червено море.
Населението на град е 195 675 жители по приблизителна оценка към юли 2018 г.

## География
Разположен е на северозападния бряг на Червено море, на южния край на Суецкия залив. Пред неговия бряг има група острови, най-големият от които Гифтун е с площ колкото целия град. Оттатък островите на 70 км североизточно е нос Рас Мухамад, най-южният край на Синайския полуостров.
Температурите на въздуха дори и през зимата не падат под 20 – 25° C, а на водата – 20 – 22° C.
Градът разполага с гражданско летище, което обслужва полети до Кайро и някои големи европейски градове.

## Курорт
В миналото курортът е бил малко рибарско селище, но сега със своите чисти брегове и рифове се нарежда сред най-добрите египетски курорти.
С повече от 20 км плажна ивица изпъстрена с много хотели, Хургада предлага атракции като гмуркане с акваланг, уиндсърфинг, както и пустинни сафарита (автомобилни екскурзии сред природата за наблюдаване и/или ловуване на диви животни). Той е често посещавана дестинация от руснаци, немци, чехи и други европейски туристи.
Курортът е познат с активен нощен живот. Почти всеки хотел има собствена дискотека, има и много ресторанти, като най-известни са „Калипсо“ и „Папас Бийч“. Известният нощен музикален клуб Ministry of Sound отваря врати през 2007 г.